# Rory o’ the Bogs
«Rory o' the Bogs» — американский короткометражный драматический фильм Дж. Фаррелла МакДональда.

## Сюжет
Берк умирает и часть его состояния переходит к сыну Рори, находящемся на попечении дяди. Сэр Эверетт для того, чтобы его сын мог унаследовать это состояние, решает похитить Рори...

## В ролях
| Актёр               | Роль |
| ------------------- | ---- |
| Дж. Уоррен Керриган |      |
| Уильям Уолтерс      |      |
| Эдит Боствик        |      |
| Джессалин Трамп     |      |
| Уильям Эбботт       |      |
| Гарольд Ллойд       |      |